# نیروی دریایی کوکی

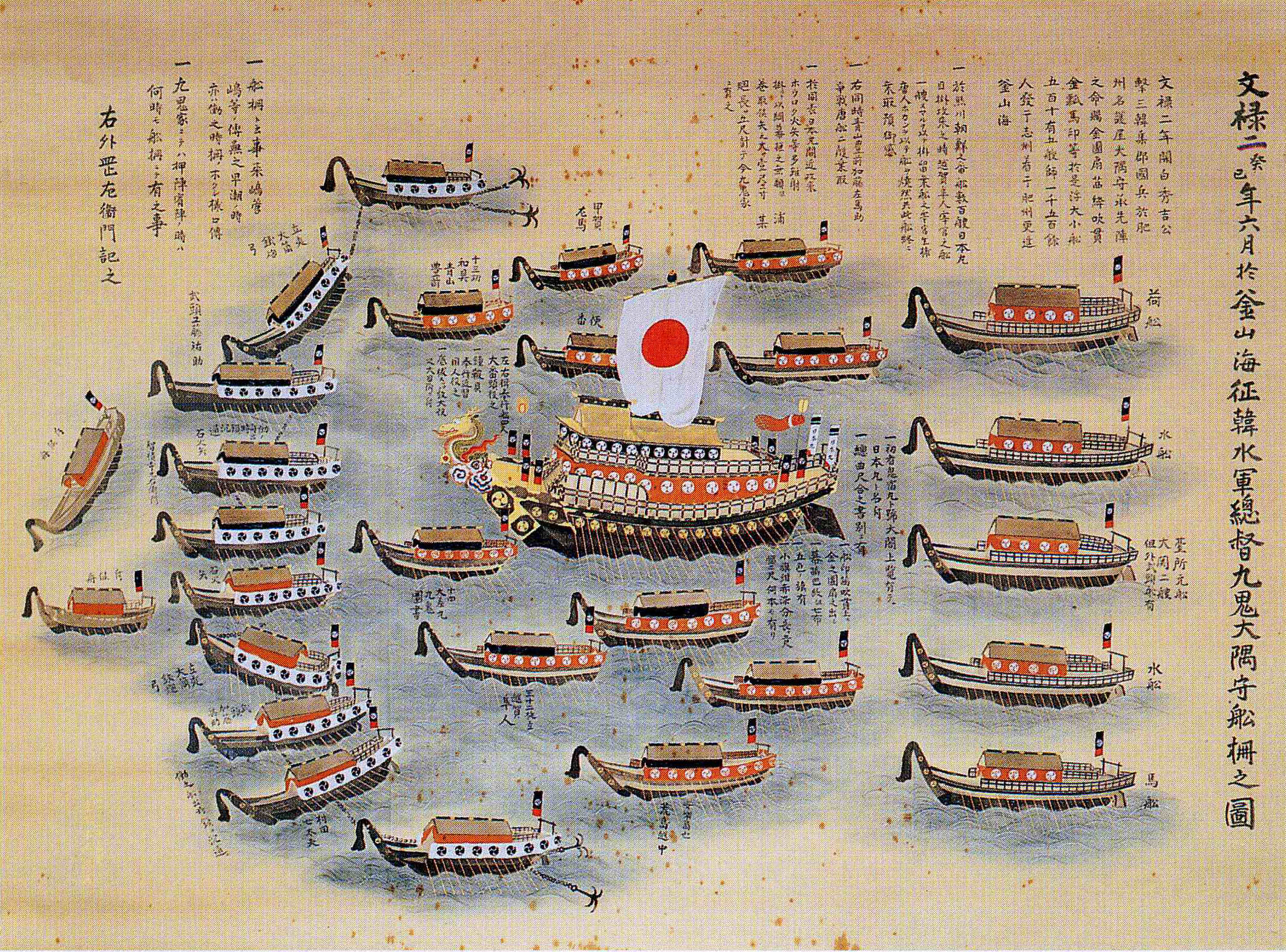
تصویری که شکل‌گیری نیروی دریایی کوکی با محوریت نیپون مارو ساخته شده توسط یوشیتاکا کوکی را به تصویر می‌کشد.

نیروی دریایی کوکی (به ژاپنی: 九鬼水軍)، نیروی دریایی دوره سنگوکو. در ولایت شیما مستقر بود و توسط خاندان کوکی رهبری می‌شد. آنها نیروی دریایی قدرتمند موری را در نبرد دوم کیزوکاواگوچی شکست دادند و به عنوان نیروی دریایی اودا نوبوناگا کنترل دریاها را در منطقه کینکی به دست گرفتند. همچنین به نام شیما سوئیگون نیز شناخته می‌شود. کوکی یوشیتاکا کشتی‌های آهنی (کشتی‌های بزرگ آتاکا زره پوش با صفحات آهنی) ساخت.
کوکی یوشیتاکا که از خاندان تویوتومی طرفداری می‌کرد در نبرد قلعه آنوتسو، بزرگترین مقدمه نبرد سکیگاهارا در استان ایسه، یوشیتاکا به عنوان ژنرال ارتش غرب دریا را محاصره کرد و نیروهای کمکی ارتش شرقی را در خلیج نگه داشت و در سقوط قلعه آنوتسو نقش داشت.  اگرچه او بازنشسته بود، اما از اوجیوشی هوریوچی، ارباب قلعه شینگو در ولایت کی، نیروهای کمکی به دست آورد و قلعه توبا، جایی که پسرش موریتاکا، که همراه ارتش شرقی بود، در آنجا بود را تصرف کرد.  با این حال، زمانی که نبرد سکیگاهارا با پیروزی ارتش شرقی به پایان رسید، یوشیتاکا به توشیجیما گریخت و به توصیه رعیت خود گورومون تویودا، در 12 اکتبر، 5 کیچو (تقویم گریگوری: 17 نوامبر 1600)  خودکشی کرد. 